# ウルポ・コルホネン
ウルポ・コルホネン(Urpo Pentti Korhonen、1923年2月8日 – 2009年8月10日)は、フィンランド、東スオミ州北サヴォ県ラウタランピ出身の元クロスカントリースキー選手。
主に1940年代から1950年代にかけてフィンランド代表選手として国際大会に出場し、1952年にノルウェーで開催されたオスロオリンピックでは団体4x10kmに出場、パーヴォ・ロンキラ、ヘイッキ・ハス、タピオ・マケラと共に金メダルを獲得した。
2009年8月10日にラハティで死去。86歳没。